# Spiegel van de hemel
Spiegel van de hemel is een twintig meter hoge sculptuur van roestvast staal van beeldend kunstenaar André Volten bij het voormalig Burgerweeshuis in Amsterdam-Zuid. Het beeld bestaat uit twee ineengestrengelde roestvast stalen kolommen die zich naar boven toe uit hun omarming losmaken.
Volten kreeg beginjaren 1980 ter gelegenheid van het 40-jarig bestaan van de organisatie het verzoek een kunstwerk te ontwerpen voor bij het kantoor van Bouwfonds Nederlandse Gemeenten te Hoevelaken. Hij ging ter plekke kijken en maakte ontwerpen die echter werden afgekeurd door de directie van het bedrijf. Niet veel later was er toch een directeur die een Volten voor de deur wilde hebben. Hij bezocht daartoe het atelier van de kunstenaar. Daar stond een schaalmodel waarvan hij Volten wist over te halen het uit te werken tot het gerealiseerde ontwerp. Het werd in 1986 geplaatst in Hoevelaken. Het werk kreeg van de kunstenaar de titel Spiegel van de hemel mee, een bijzonderheid omdat hij zijn werk vaak zonder naam liet.
Bouwfonds is in de 21e eeuw opgesplitst. Het kantoor in Hoevelaken werd gesloopt. Het onderdeel 'Bouwfonds Property Development' vestigde zich in 2018 in het door architect Aldo van Eyck ontworpen voormalige Burgerweeshuis aan de Amstelveenseweg. De Spiegel van de hemel werd verplaatst van Hoevelaken naar Amsterdam waar het op 18 juni 2019 opnieuw werd onthuld.
Het werk is begin 21e eeuw gerestaureerd omdat zich sporen van corrosie voordeden. 

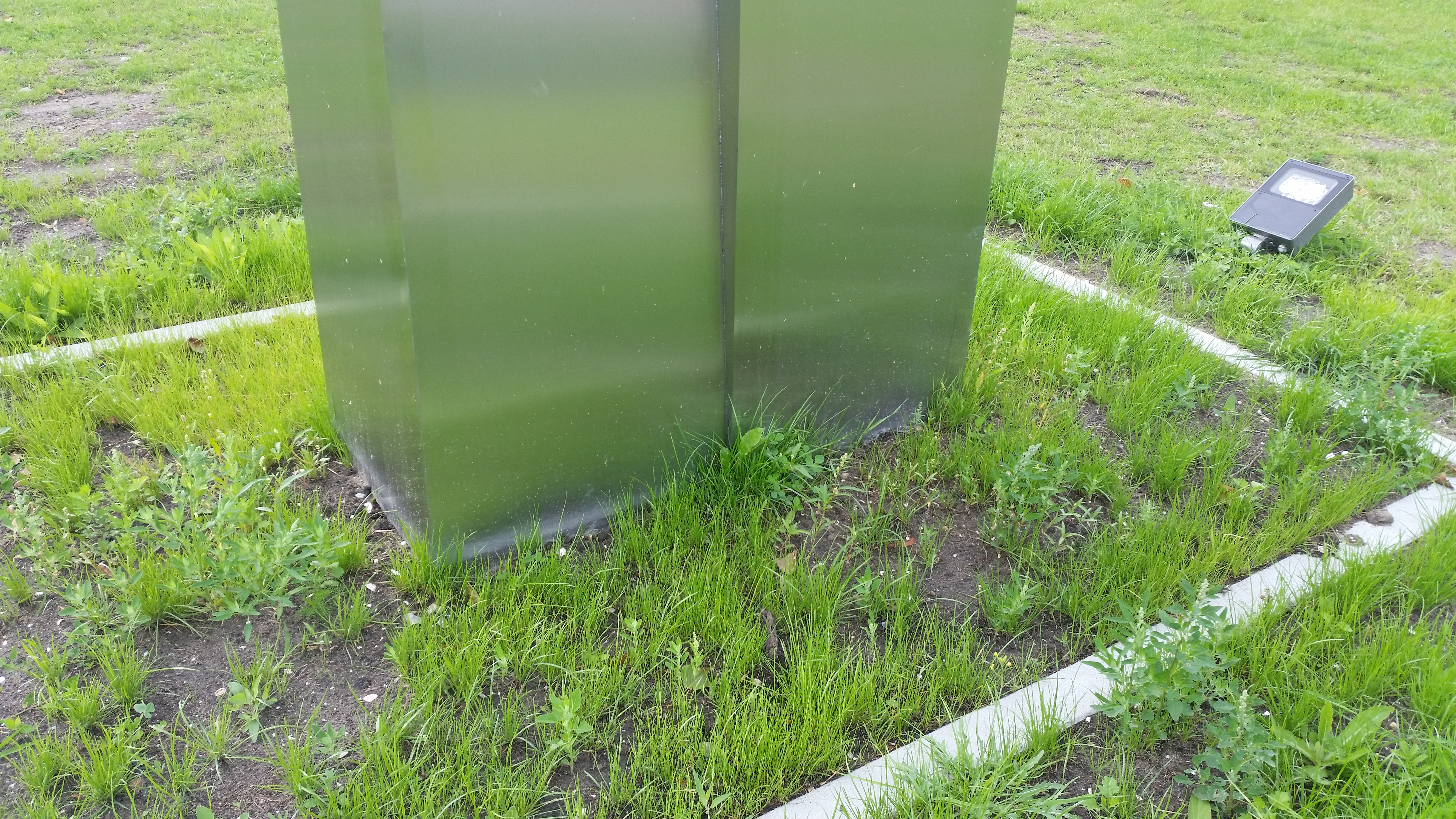
Grondplaat Spiegel van de hemel